# Giacomo Antonelli (politik)
Giacomo Antonelli (1834 Terzo di Aquileia-San Martino – 1927) byl rakouský inženýr a politik italské národnosti z Gorice a Gradišky, na počátku 20. století poslanec Říšské rady.

## Biografie
Profesí byl inženýrem. Studoval v Gorizii, Udine a Padově, kde získal vysokoškolský titul. Roku 1870 patřil mezi zakladatele čtenářského spolku v Cervignanu. Společně s Giuliem Dreossim projektoval železniční trať Ronchi-Cervignano, která byla do provozu uvedena roku 1894.
Působil i jako poslanec Říšské rady (celostátního parlamentu Předlitavska), kam usedl ve volbách roku 1901 za kurii venkovských obcí v Gorici a Gradišce, obvod Gradiška, Cormòns, Cervignano del Friuli atd.
Ve volbách do Říšské rady roku 1901 se uvádí jako italský liberální kandidát. Je zachycen na fotografii, publikované v květnu 1906 (ovšem pořízené cca v roce 1904), mezi 18 členy poslaneckého klubu Italské sjednocení (Italienische Vereinigung) na Říšské radě.
V roce 1909 byl kandidátem pro volby na Zemský sněm Gorice a Gradišky. Byl pak skutečně zvolen za kurii velkostatkářskou.